# Barumskvinnan

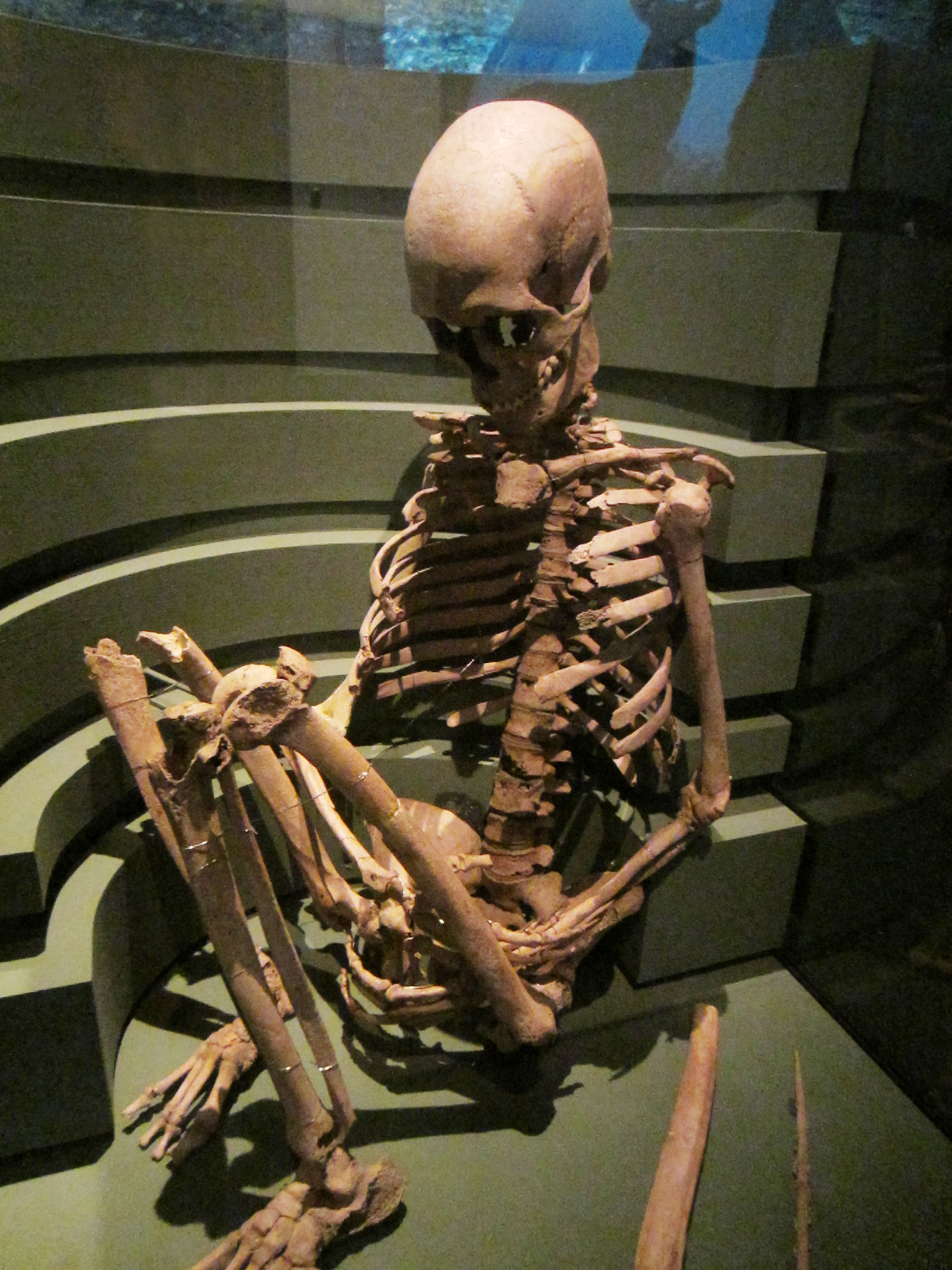
Bäckaskogskvinnan på Historiska museet i Stockholm.

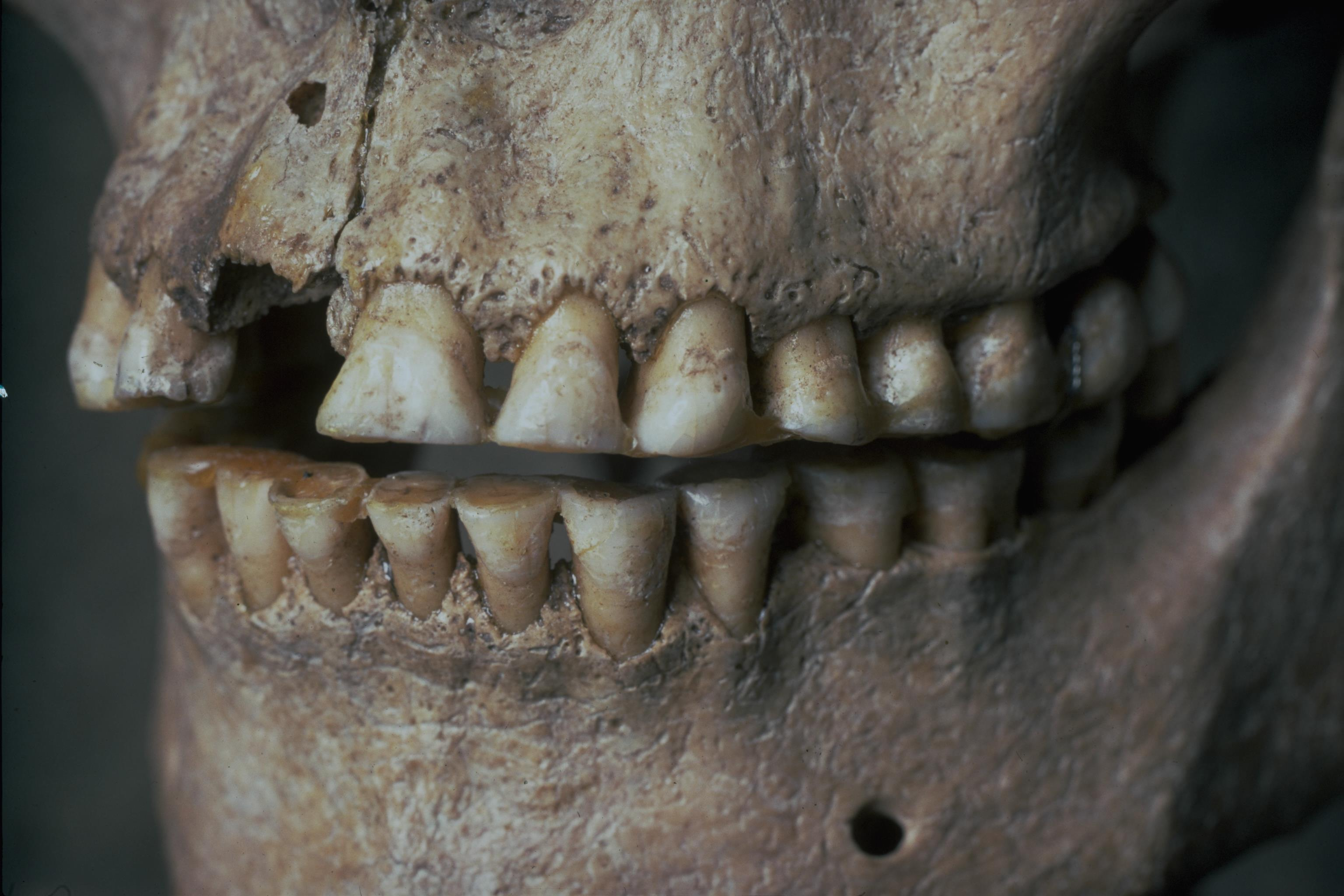

Barumkvinnan, förr av Statens Historiska Museum kallad Bäckaskogsskvinnan, är ett av de bäst bevarade skelettfynden i Sverige från maglemosekulturen  jägarstenåldern. 
Hon hittades av drängen Sven Eriksson den 27 maj 1939 vid Barumsviken nära Oppmannasjöns strand Barum i Kiaby socken nordost om Kristianstad i Skåne. Arkeologen Folke Hansen grävde ut graven den 2 juni 1939. 
Kvinnan var gravsatt i en 40-60 cm vid grop ca 1,20 m djup i hockerställning halvsittande. Fram till 1970-talet bedömdes skelettet tillhöra en man, men är numera efter lång diskussion betraktat som kvinnligt och som gravgåvor fanns en flinteggad benspets (tidigare kallad fågelpil) och ett mejselliknande benredskap av kluvet rörben av älg,  med en ände med benänden bevarad och den andra rundad och slipad. Båda artefakterna är numera att betrakta som tidsmässigt daterande fyndet till maglemosetid. 
Under 1940 och 50-talets början fördes en hetsig diskussion om gravens datering mellan fr a å ena sidan Otto Rydbeck, professor emeritus i Lund, och fil dr Oskar Liden och fil dr Carl-Axel Althin, också i Lund. 
Graven finns sedan 1939 på Statens Historiska Museum i Stockholm på efter att  Riksantikvarien 1939 avslagit professor Forsanders begäran om att fyndet skulle fördelas till Lunds Universitets Historiska Museum (LUHM). 1983 blossade en strid upp om Barumfyndets placering på Statens Historiska Museum. En skrivelse från privatpersoner i Kristianstad senare understödda av Kristianstad kulturnämnd och Länsmuseet i Kristianstad, begärde att hon skulle deponeras till länsmuseet i Kristianstad. Denna begäran avslogs av riksantikvarien och regeringen beslutade enligt RA:s förslag. Kvinnograven är sedan 1943 utställd på Historiska museet i Stockholm. Först i utställningen "10 000 år i Sverige" och nu senast i utställningen "Forntider". Under nya utställningar har kvinnans ställning i graven skiftat och på senare år har det förts en diskussion om kvinnans ställning i graven vid gravsättningen. 2007 publicerade Stig Welinder och Sabine Sten en artikel " The eternal traveller from Barum"där man t.o.m. ifrågasätter om hon har begravts hel eller styckats före gravsättningen. Deras resonemang är föga övertygande och får betraktas som ytterst spekulativa och osannolika.
Eftersom man fann jakt- och fiskeredskap i graven, och skelettet var svårt att könsbestämma,  trodde man länge att fyndet var skelettet av en man som dog när han var 40–50 år gammal. "Han" beskrevs av utgrävaren Folke Hansen som Fiskaren från Barum i en uppsats i Handlingar angående Villands härad 1941. 1970 efter ett mordfall som ledde till nya resultat om spår på skelettet efter barnafödslar, kunde osteologen Nils-Gustaf Gejvall konstatera att skelettets bäckenben och blygdben avslöjade att det rörde sig om en kvinna; därtill en kvinna som  Gejvall antog hade fött mellan 10 och 12 barn. Nu var det plötsligt en mor, som var både jägare och fiskare. Gejvall skrev en artikel med rubriken "Fiskaren från Barum - flerbarnsmamma från Ancylustid". Under sent 70-tal startade en diskussion av danska arkeologer om att den flinteggade benspetsen inte var gravgåva utan det vapen som dödade henne. Den slutsatsen har visat sig grundad på lösa antaganden och inte minst att spetsen var hel och oskadad talar starkt för att den bilagts som gravgåva.
Bäckaskogskvinnan var en benämning som Historiska Museet kallade henne förr men detta namn ledde till en strid med den lokala opinionen och Villands Hembygdsförening, År 2000 publicerades i Fornvännen tvärvetenskapliga studier. Där håller man fast vid Gejvalls könsbestämning men ifrågasätter att hon var mångbarnsmamma. Studier av tänderna har tolkats som att kvinnan var omkring 35–45 år gammal när hon dog, sammanväxningar i suturer i hjässan och andra ålderstecken i skelettet har tolkats som en ålder på ca 40. En första C14 datering 1977 (till ca 7000 års ålder dvs. 5000 f Kr) med äldre teknik som troligen gav ett för lågt resultat har korrigerats av en ny mätning med bättre teknik  har gjort troligare att hon dog mellan 7 010 och 6 540 f.Kr., under den sena maglemosekulturens tid, vilket gör henne till ett av Sveriges äldsta bevarade kvinnoskelett. Hon räknas som en av Historiska museets verkliga klenoder och har blivit lite av svensk arkeologis "Omslagsflicka"
Villands härads hembygdsförening och Historiska museet använde länge olika namn på fyndet. Skåningarna förordade Barumskvinnan och Historiska museet Bäckaskogskvinnan. Den 11 maj 2016 blev det officiella namnet Barumskvinnan även på Historiska museet.
På fyndplatsen i Skåne finns en minnessten uppsatt med texten: Här gravsattes den forntida fiskarkvinnan från Barum.